# Barão de Vila Nova de Ourém
Barão de Vila Nova de Ourém é um título nobiliárquico criado por D. Maria II de Portugal, por Decreto de 20 de Janeiro de 1847, em favor de José Joaquim Januário Lapa, depois 1.º Visconde de Vila Nova de Ourém.
Titulares
1. José Joaquim Januário Lapa, 1.º Barão e 1.º Visconde de Vila Nova de Ourém.